# Paracymothoa astyanaxi
Paracymothoa astyanaxi is een pissebed uit de familie Cymothoidae. De wetenschappelijke naam van de soort is voor het eerst geldig gepubliceerd in 1955 door Lemos de Castro.